# Anselmo (vescovo)
Anselmo (... – 1173) è stato un vescovo cattolico italiano.
È stato vescovo di Asti tra il 1146 ed il 1173.

## Biografia
Il primo documento certo che cita il vescovo Anselmo, è un lascito del 21 novembre 1148 a Oberto Garretto.
Esistono anche tre bolle papali di conferma e protezione riguardanti Anselmo:
- papa Eugenio III del 16 maggio 1153
- papa Anastasio IV del 5 marzo 1154
- papa Adriano IV del 20 dicembre 1156

Il documento riguardante papa Eugenio è molto importante sotto l'aspetto politico perché è un atto di conferma del comitato astigiano. Questo, come spiega anche il Cibrario è però solamente un atto formale dato che la città di Asti gìà dal 1095 si era costituita in libero comune con consoli e podestà.
Alcuni storici affermano che il vescovo, vicario imperiale dell'imperatore tentò invano di recuperare l'antico predominio sulla città.
I contrasti tra vescovo e Comune furono tali da spingere Anselmo a lasciare la città e chiamare in aiuto l'imperatore Federico Barbarossa che nel 1155  la assediò e la incendiò.
Nel 1158, Anselmo era presente alla seconda dieta di Roncaglia per trattare la riconciliazione della città con l'imperatore.
L'ultimo documento trattante il vescovo, è un documento del 10 agosto 1172, in cui Anselmo donò alla certosa di Casotto alcuni beni.